# Чаплыгин (лунный кратер)
Чаплыгин (лат. Chaplygin) — кратер на обратной стороне Луны. Диаметр — 123 км, координаты центра — 5°46′ ю. ш. 150°14′ в. д. / 5,76° ю. ш. 150,24° в. д. Носит имя советского математика и инженера С. А. Чаплыгина. Это название было утверждено Международным астрономическим союзом в 1970 году.
Кратер образовался в нектарском периоде. Он имеет мощный сглаженный вал и террасированные склоны с обрушениями, центральную возвышенность с несколькими пиками и неровное дно, на котором нет лавы. Лучевой системы не имеет, находится на материке.

## Сателлитные кратеры
| Чаплыгин | Координаты                                            | Диаметр, км |
| -------- | ----------------------------------------------------- | ----------- |
| B        | 4°05′ ю. ш. 151°41′ в. д. / 4,08° ю. ш. 151,69° в. д. | 1,5         |
| K        | 7°41′ ю. ш. 151°22′ в. д. / 7,68° ю. ш. 151,36° в. д. | 20          |
| Q        | 7°38′ ю. ш. 147°55′ в. д. / 7,64° ю. ш. 147,91° в. д. | 13          |
| Y        | 2°43′ ю. ш. 149°38′ в. д. / 2,71° ю. ш. 149,64° в. д. | 28          |